# Кленовка (Большесосновский район)
Кленовка — село в Большесосновском районе Пермского края. Административный центр Кленовского сельского поселения.

## История
Населённый пункт впервые упоминается в письменных источниках в 1780 году. Первоначально известен как починок Кленовский. Основан государственными крестьянами, выходцами из села Большая Соснова. Название получил по реке Кленовка. С 1834 года являлся центром Верх-Сосновской (позднее Кленовской) волости Оханского уезда. Селом стал в 1871 году, когда здесь была построена купцом Я. С. Плешковым деревянная Иоанно-Богословская церковь. В конце XVIII — начале XX вв. — почтовая станция на Сибирском тракте.

## Географическое положение
Расположено вблизи реки Кленовка, примерно в 12 км от границы с Удмуртией и в 22 км к северо-западу от административного центра района, села Большая Соснова.

## Население
| 2010 |
| ---- |
| 341  |

## Инфраструктура
В селе имеется медпункт, школа, детский сад.

## Улицы[3]
- Лесная ул.
- Молодёжная ул.
- Новая ул.
- Октябрьская ул.
- Панельная ул.
- Солдатская ул.
- Школьная ул.

## Топографические карты
- Лист карты O-40-73 Кузьма. Масштаб: 1 : 100 000. Состояние местности на 1983 год. Издание 1984 г.